# Die Blumen von gestern
Die Blumen von gestern ist ein Spielfilm des deutschen Regisseurs und Filmproduzenten Chris Kraus aus dem Jahr 2016. Die Hauptrollen spielen Adèle Haenel und Lars Eidinger. Die Uraufführung war am 25. Oktober 2016 bei den 50. Internationalen Hofer Filmtagen, deren Eröffnungsfilm Die Blumen von gestern war. Der Kinostart in Deutschland war am 12. Januar 2017, in Österreich am 13. Januar 2017. In der Schweiz startete der Film am 28. April 2017.

## Handlung
Der Film porträtiert den Holocaust-Forscher Totila Blumen, genannt Toto. Der Enkel eines prominenten Generals der Waffen-SS leidet unter seiner Herkunft, seiner Karriere und seiner Misanthropie.
Toto, der in der Zentralen Stelle der Landesjustizverwaltungen zur Aufklärung nationalsozialistischer Verbrechen (kurz „Zentrale Stelle“ genannt) in Ludwigsburg arbeitet, bereitet einen internationalen Auschwitz-Kongress vor. Als er sich dagegen wehrt, wie der Kongress zu einem werbefinanzierten Medien-Event gemacht wird, und daraufhin von seinem direkten Vorgesetzten Balthasar Thomas zum „Zuarbeiter“ degradiert wird, rastet Toto aus, und es kommt zu einer Schlägerei zwischen beiden. Der anwesende Professor Norkus, Institutsleiter und Holocaust-Überlebender, erleidet einen Herzinfarkt und stirbt.
Nun wird Toto auch noch die junge Französin Zazie als Praktikantin zur Seite gestellt, die ein Verhältnis mit Balthasar hat. Zazies jüdische Großmutter wurde von den Nationalsozialisten in einem Gaswagen ermordet. Wegen ihres offenen und unkonventionellen Wesens tut Toto Zazie zunächst als dumm ab, doch später berührt sie ihn.
Toto ist mit der Tierärztin Hannah verheiratet. Da er seit Jahren an einer Potenzstörung leidet, haben beide vereinbart, dass Hannah sich regelmäßig mit Sexpartnern trifft, die Toto aussucht. Weil er wegen seiner Potenzstörung keine Kinder zeugen kann, hat das Ehepaar die Tochter Sarah adoptiert.
Nachdem Tara Rubinstein, eine bekannte Schauspielerin und Holocaust-Überlebende, nach Norkus’ Tod nicht mehr als Rednerin auftreten will, droht der Auschwitz-Kongress zu scheitern. Schließlich erklärt sie sich bereit, nur zusammen mit einem weiteren Wiener Holocaust-Überlebenden aufzutreten.
Zazie offenbart Toto, dass ihre Großmutter und sein Großvater zusammen zur Schule gegangen sind. Außerdem gesteht sie Toto, dass sie sich zu ihm hingezogen fühlt. Um den Holocaust-Überlebenden zur Teilnahme am Kongress zu bewegen, müssen Toto und Zazie gemeinsam nach Wien reisen, erfahren jedoch nach ihrer Ankunft, dass dieser gerade gestorben ist. Sie entschließen sich, nicht sofort zurückzureisen. Am Abend im Hotelzimmer küssen sie sich. Toto rettet Zazie am nächsten Morgen, nachdem er sie mit aufgeschnittenen Pulsadern in der Badewanne findet. Sie hatte gerade ihren fünften Selbstmordversuch unternommen. Beide beschließen, nicht zurück nach Ludwigsburg zu reisen, stattdessen fliegen sie gemeinsam nach Riga, dem Ort, an dem ihre Großeltern gelebt haben. Dort besuchen sie die Schule ihrer Großeltern und die Gedenkstätte im Wald von Biķernieki, wo Zazies Großmutter vermutlich in den Massengräbern verscharrt wurde.
Als beide miteinander schlafen, sind Totos Potenzstörungen verschwunden. Nach dieser Nacht behauptet Zazie, sie hätte ihren Eisprung „gehört“, wüsste nun, dass sie schwanger sei und ein Mädchen bekäme. Toto bekommt überraschend seine Lebensfreude zurück und träumt von einer gemeinsamen Zukunft mit Zazie, dafür wäre er bereit, Frau und Adoptivtochter zu verlassen.
Der eifersüchtige Balthasar möchte die Beziehung der beiden zerstören. Von Totos dementer Mutter Lisbeth hört er immer den Namen Sieghart. Er findet heraus, dass der in der JVA Stuttgart-Stammheim inhaftierte Neonazi Sieghart Blumen Totos Bruder ist, und er arrangiert ein Treffen zwischen Sieghart und Zazie. Bei diesem Gefängnisbesuch erfährt Zazie, dass Toto selbst bis zum 18. Lebensjahr rechtsextrem war, was für sie ausreicht, um sich von Toto zu trennen. Auf seine Frage nach dem gemeinsamen Kind
antwortet sie, es sei ein Produkt romantischer Fantasie gewesen.
Fünf Jahre später treffen sich Toto und Zazie zufällig zu Weihnachten in einem New Yorker Geschäft wieder. Nachdem er sich von Zazie verabschiedet hat, macht ihn seine Tochter Sarah auf den Namen des Kindes aufmerksam, das Zazie begleitet hat. Nun wird Toto bewusst, dass es sich bei dem kleinen Mädchen doch um ihre gemeinsame Tochter handeln könnte und er versucht, Zazie noch einzuholen.

## Hintergrund
Seit sechzehn Jahren beschäftigte sich Chris Kraus mit seiner eigenen Familiengeschichte. Dabei fand er heraus, dass sein Großvater Mitglied einer SS-Einsatzgruppe und an der Ermordung zahlreicher Juden beteiligt war. Bei seinen Archiv-Recherchen traf er auch auf Nachkommen von Holocaust-Opfern, die über das Schicksal ihrer Verwandtschaft forschten. Daraus entstand die Grundidee zum Film, das Thema Holocaust aus der Perspektive der dritten Generation zu beleuchten.

## Produktion

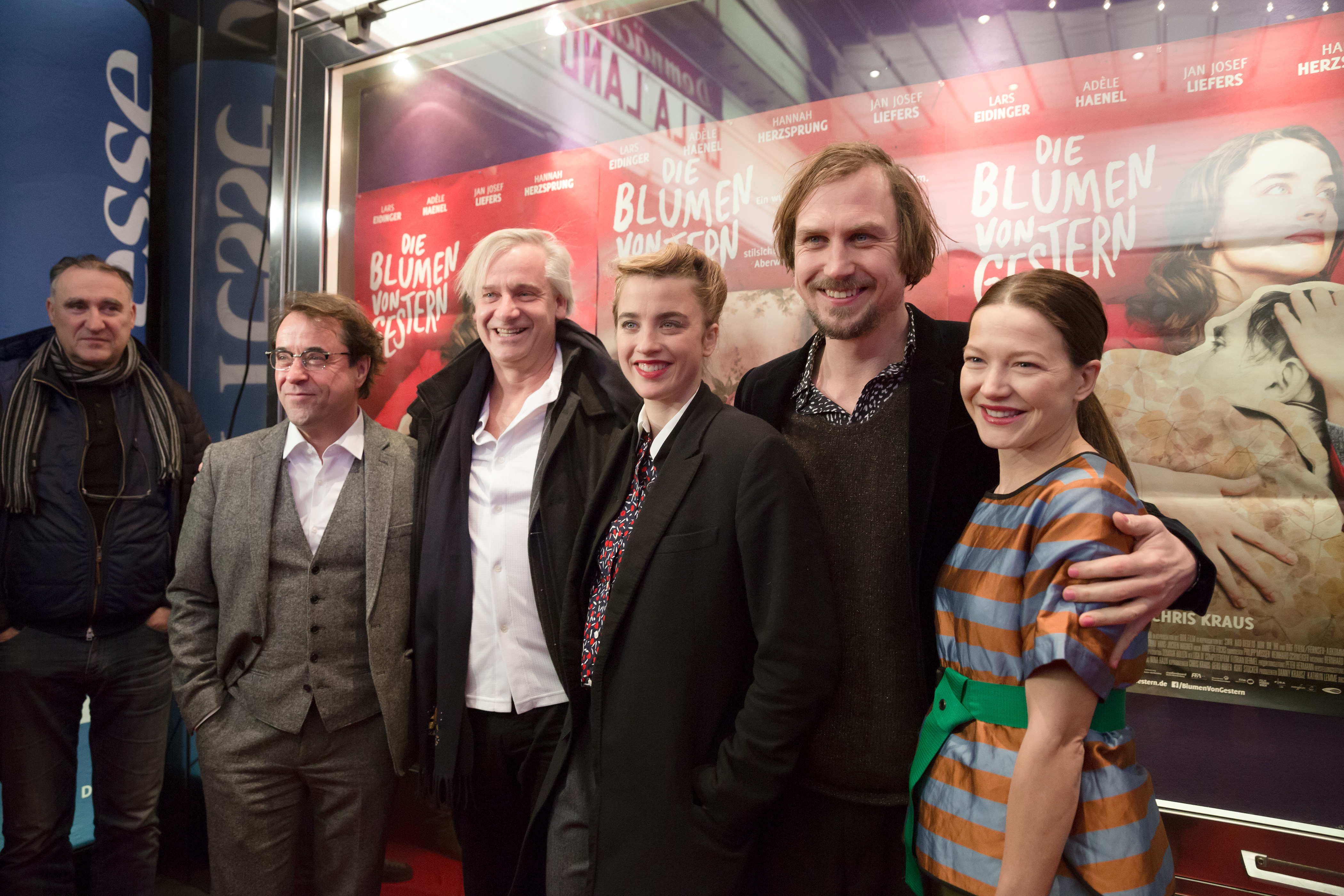
V. l. n. r.: Kurt Stocker, Jan Josef Liefers, Chris Kraus, Adèle Haenel, Lars Eidinger und Hannah Herzsprung bei der Österreichpremiere (2017)

Die Dreharbeiten zum Film starteten im April 2015 und fanden bis Ende Juni 2015 in Stuttgart, Berlin, Wien und Riga statt. Da in der Zentralen Stelle der Landesjustizverwaltungen in Ludwigsburg nicht gedreht werden durfte, wurde in der ehemaligen Außenstelle des Amtsgerichts Tiergarten und dem daneben befindlichen ehemaligen Frauengefängnis (früher Teilanstalt der JVA Berlin-Plötzensee) in der Lehrter Straße 60/61 in Berlin-Moabit die Zentrale Stelle inszeniert. Das Archiv der Zentralen Stelle wurde in einem Studio in Zehlendorf nachgebaut. Auch die in New York spielende Szene am Ende des Films wurde in Berlin inszeniert.

## Rezeption
Der Film wurde 2016 auf dem Tokyo International Film Festival mit dem Hauptpreis und dem Publikumspreis ausgezeichnet und gewann in der Folge eine ganze Reihe weiterer Preise und Nominierungen. Die Verwebung des Themas Holocaust mit Humor sorgte in der Presse aber auch für Kontroversen. Andreas Platthaus urteilte in der Frankfurter Allgemeinen Zeitung, dass der Versuch einer Komödie vor dem Hintergrund der Schoah kläglich scheitere. Laut Matthias Dell (Spiegel Online) habe auch handwerklich schon lange kein deutscher Film mehr so schwer daneben gegriffen wie dieser. Martin Schwickert hingegen befand für Zeit Online, dass die Dialoge „von fast schon Woody Allen’scher Brillanz und Schnelligkeit“ seien. Auch Anke Sterneborg (epd film) lobte, dass der Film „mit großartigen Schauspielern, schlagfertigen Dialogen und klugen Gedanken (…) frischen Wind in die Verarbeitung der deutschen Vergangenheit“ blase. Jessica Kiang (Variety) fasste die polarisierenden Positionen wie folgt zusammen: „‚Blumen von gestern‘ ist wie ein Rodeoritt der Stimmungen und Genres, was zu Frustration und einer überraschenden Menge Spaß führt.“ Bislang sahen 140.156 Personen in Deutschland den Film im Kino.

## Auszeichnungen
- 2013: Thomas-Strittmatter-Drehbuchpreis der MFG Filmförderung Baden-Württemberg[16]
- 2016: Prädikat „besonders wertvoll“ der Deutschen Film- und Medienbewertung (FBW)[17]
- 2016: Tokyo Grand Prix – 29. Tokyo International Film Festival[18]
- 2016: WOWOW Viewers’ Choice Award – 29. Tokyo International Film Festival[18]
- 2016: Baden-Württembergischer Filmpreis in der Kategorie bester Spielfilm[19]

- 2017: Deutscher Filmpreis[20]
  - Bester Film – Nominierung
  - Bester Hauptdarsteller (Lars Eidinger) – Nominierung
  - Beste weibliche Nebenrolle (Sigrid Marquardt) – Nominierung
  - Beste Regie (Chris Kraus) – Nominierung
  - Bestes Drehbuch (Chris Kraus) – Nominierung
  - Bestes Kostümbild (Gioia Raspé) – Nominierung
  - Bestes Szenenbild (Silke Buhr) – Nominierung
  - Beste Bildgestaltung (Sonja Rom) – Nominierung

- 2017: „Bester Spielfilm“ beim 3rd Moscow Jewish Film Festival[21]
- 2017: Gershon-Klein-Filmpreis „Besondere Empfehlung für einen deutschen Film mit jüdischer Thematik“ vom 23. Jüdischen Filmfestival Berlin & Brandenburg[22][23]
- 2017: Deutscher Schauspielerpreis
  - Starker Auftritt (Sigrid Marquardt)[24]
- 2017: CLIO für den „Besten Film zu einem historischen Thema“ im Rahmen des Moving History Festivals in Potsdam[25]
- 2017: Gilde-Filmpreis in der Kategorie „Bester nationaler Film des Kinojahres“ im Rahmen der Filmkunstmesse Leipzig[26]
- 2018: Österreichischer Filmpreis[27]
  - Beste Hauptdarstellerin (Adèle Haenel) – Nominierung
  - Bester Hauptdarsteller (Lars Eidinger) – Auszeichnung
  - Bestes Kostümbild (Gioia Raspé) – Nominierung
- 2018: Spotlight Award als bester Schauspieler für Lars Eidinger vom Berlin & Beyond Film Festival in San Francisco[28]

Bei der Bekanntgabe der Nominierungen für den Deutschen Filmpreis 2017 führte Die Blumen von gestern das Favoritenfeld mit acht Nennungen an. Allerdings konnte der Film sich bei der endgültigen Preisverleihung am 28. April 2017 in keiner Kategorie durchsetzen und ging leer aus.